# Joseph Biétrix de Pelousey
Joseph Biétrix de Pelousey (Besançon, 19 mars 1699 - 30 janvier 1756) est un noble patricien ainsi qu'un homme politique français.

## Biographie
Jean-Baptiste Joseph Biétrix naît le 19 mars 1699 à Besançon du mariage d'Alexandre François Biétrix, docteur en « droit cytoyen », seigneur de Pelousey et de Françoise Récy.
Le 28 mars 1729, à Besançon, il épouse Marie Françoise Bonaventure Bonhomme de Saint Loup. Dans l'acte de mariage, il est qualifié d'« avocat au parlement » et originaire de la paroisse de Saint-Pierre, Marie Françoise Bonaventure Bonhomme de Saint Loup est originaire de la paroisse Sainte-Magdeleine. De ce mariage, naissent trois enfants :
Il meurt à Besançon le 30 janvier 1756.

### Carrière
Joseph Biétrix est maire de Besançon en 1728,,.
Avocat de profession,, il est à l'origine de la création de l'Académie des sciences, belles-lettres et arts de Besançon, dont le noyau originel est une assemblée de gens de lettres qui se réunit chez lui.
Il est aussi lieutenant de police de Besançon. En 1754, nommé commissaire du roi, il est chargé d'œuvrer à la réformation des coutumes.
Il est conseiller au parlement de Franche-Comté.

### Possessions

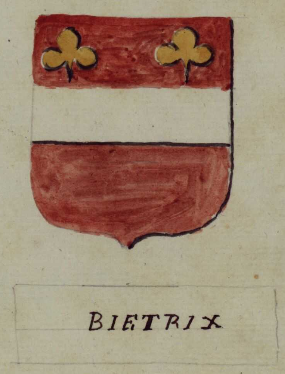
Blason de la famille Bietrix ; De gueules, à la fasce d'argent, accompagnée de deux trèfles d'or en chef

En tant qu'héritier de la seigneurie de Pelousey, Joseph Biétrix est l'avant dernier de sa maison à être propriétaire du château d'Uzel. Sa fille ainée Claudine Alexandrine Biétrix revendra ce dernier à un certain Jean Stanislas Dunod de Charnage, en 1792.
Quelques années avant sa mort, il se déclare propriétaire de deux maisons à Besançon. La première située Grande-Rue et la seconde située rue Poitune. Il déclare aussi la possession de 12 ouvrées de vignes.